# Višákhapatnam
Višákhapatnam, anglickou transkripcí Visakhapatnam, také známé jako Vizag je největší město a finanční centrum indického státu Ándhrapradéš. Město je administrativním sídlem okresu Višákhapatnam a Východního námořní velitelství. Leží mezi pohořím Východní Ghát a pobřežím Bengálského zálivu. Je nejlidnatějším městem ve státě s populací 2 035 922. Spolu s okolními sídly tvoří Višakhapatnamskou metropolitní oblast, jednu z nejlidnatějších městských oblastí v zemi s populací 5 340 000. Ekonomika města je desátá největší v zemi s HDP 43,5 miliardy dolarů.
Historie města sahá do 6. století př. n. l., kdy bylo považováno za součást království Kalinga, později ho ovládaly dynastie Vengi, Pallava a Východní Ganga . Archeologické nálezy naznačují, že současné město bylo postaveno kolem 11. a 12. století a že vláda nad městem kolísala mezi dynastií Čólů a královstvím Gadžapati až do dobytí Vidžajanagárskou říší v 15. století. Když si v 16. století město podmanili Mughalové, evropské mocnosti zde postupně získaly obchodní vazby. Na konci 18. století město přešlo pod francouzskou nadvládu a pak připadlo Britům v roce 1804. Pod britskou koloniální nadvládou zůstalo do indické nezávislosti v roce 1947.
Město disponuje nejstarší loděnicí a jediným přírodním přístavem na východním pobřeží Indie. Je významnou turistickou destinací a je známé zejména pro své pláže. Má mnoho přezdívek jako Goa východního pobřeží, Město osudu, Klenot východního pobřeží. Podle žebříčku Swachh Survekshan za rok 2017 je třetím nejčistším městem v Indii.